# Mahfoud Nahnah
Mahfoud Nahnah (en arabe : محفوظ نحناح), né le 28 janvier 1942 à Blida et mort le 19 juin 2003, est un homme politique algérien, fondateur du Mouvement de la société pour la paix.

## Biographie
Né à Blida, à une cinquantaine de kilomètres au sud de la capitale algérienne, Alger, en 1942, Mahfoud Nahnah commence sa carrière en tant qu'enseignant d'arabe dans le primaire, peu après l'indépendance du pays en 1962. Par la suite, il poursuit des études en littérature arabe à l'université d'Alger, où il est profondément influencé par des professeurs proches de l'intelligentsia islamiste, ce qui le conduit à embrasser l’idéologie des Frères musulmans. Fort de cette inspiration, il s'emploie à établir un mouvement politique qui s'inspire des principes fondamentaux des Frères, tout en les adaptant au contexte algérien.

## Carrière politique
En 1976, il fut condamné à une peine de quinze ans d'emprisonnement pour avoir contesté la Charte nationale d’obédience socialiste instaurée par le président Boumédiène. Le chef d'accusation portait sur « la destruction de poteaux de lignes téléphoniques ». Quatre ans plus tard, il obtint sa libération grâce à l'intervention de son successeur, Chadli Bendjedid. Par la suite, il co-fonda avec Mohamed Bouslimani une organisation caritative, "El Islah Oual Irchad", dédiée aux réformes et aux conseils. Avec le soutien d'Ahmed Sahnoune, il établit également la Ligue de prédication islamique, qui rassemblait les figures emblématiques du mouvement islamiste algérien, telles qu'Abbassi Madani et Mohamed Saïd. Cependant, lors de la formation du Front islamique du salut (FIS), il choisit de ne pas s'associer à ce parti.
Après la suspension du processus électoral de 1992, consécutive à la victoire du FIS, il s'est assuré que son parti demeurât dans le cadre légal. Il prit part à l'élection présidentielle de 1995, la première élection pluraliste du pays, où il obtint la seconde place avec environ 3 millions de voix, représentant 25 % des suffrages exprimés, selon les résultats officiels. Il se classa derrière le général Liamine Zeroual, qui fut élu président de la République. Sa candidature avait pour objectif de rassembler les partisans du FIS autour d'un islamisme plus modéré. Bien qu'il ait souhaité se présenter à l'élection présidentielle de 1999, sa candidature fut écartée par le Conseil constitutionnel, en raison de son incapacité à fournir l'attestation de participation à la guerre d'indépendance, délivrée par l'organisation des moujahidines, un organisme affilié au FLN.
Il s'est éteint des suites d'une leucémie le 19 juin 2003, à l'âge de 61 ans. Aboudjerra Soltani a pris les rênes du MSP (Mouvement de la Société pour la Paix, anciennement désigné sous le nom de Hamas, renommé pour se conformer à la législation électorale algérienne qui proscrit l'emploi de références religieuses dans la désignation des partis politiques.).

## Itinéraire
| N° | Fonction                                                       | Début        | Fin          |
| -- | -------------------------------------------------------------- | ------------ | ------------ |
| 01 | Président du Mouvement de la société islamique (1er Congrès)   | 5 mai 1991   | 10 mars 1998 |
| 02 | Président du Mouvement de la société pour la paix (2e Congrès) | 10 mars 1998 | 19 juin 2003 |